# Beéle
Beéle (* 2003 in Barranquilla; bürgerlich Brandon de Jesús López Orozco) ist ein kolumbianischer Singer-Songwriter.

## Karriere
Im Alter von 12 Jahren entdeckte er über den nigerianischen Künstler Davido das Genre Afrobeats für sich. Im August 2019 veröffentlichte er, zu diesem Zeitpunkt 16 Jahre alt, seine erste Single Loco.
Mit dem Lied La Plena (W Sound 05) gelang ihm ein Nummer-eins-Hit u. a. in Spanien, der in der Folge dort auch mit Dreifach-Platin ausgezeichnet wurde. Im Mai 2025 erschien mit Borondo sein Debütalbum, welches mit dem parallel veröffentlichten No tiene sentido seinen zweiten Nummer-eins-Hit enthielt. Das Album erreichte auf Anhieb die Top 100 der Billboard 200.

## Diskografie

### Studioalben
| Jahr | Titel   | Höchstplatzierung, Gesamtwochen, AuszeichnungChartplatzierungen (Jahr, Titel, Platzierungen, Wochen, Auszeichnungen, Anmerkungen) | Höchstplatzierung, Gesamtwochen, AuszeichnungChartplatzierungen (Jahr, Titel, Platzierungen, Wochen, Auszeichnungen, Anmerkungen) | Höchstplatzierung, Gesamtwochen, AuszeichnungChartplatzierungen (Jahr, Titel, Platzierungen, Wochen, Auszeichnungen, Anmerkungen) | Höchstplatzierung, Gesamtwochen, AuszeichnungChartplatzierungen (Jahr, Titel, Platzierungen, Wochen, Auszeichnungen, Anmerkungen) | Anmerkungen                        |
| Jahr | Titel   | CH | US | Latin | ES | Anmerkungen                        |
| ---- | ------- | --- | --- | --- | --- | ---------------------------------- |
| 2025 | Borondo | CH19 (… Wo.)CH | US56 (… Wo.)US | Latin5 ×4Vierfachplatin · (… Wo.)Latin                                                                                            | ES3 Platin · (… Wo.)ES | Erstveröffentlichung: 15. Mai 2025 |

### Singles
| Jahr | Titel Album              | Höchstplatzierung, Gesamtwochen, AuszeichnungChartplatzierungen (Jahr, Titel, Album, Platzierungen, Wochen, Auszeichnungen, Anmerkungen) | Höchstplatzierung, Gesamtwochen, AuszeichnungChartplatzierungen (Jahr, Titel, Album, Platzierungen, Wochen, Auszeichnungen, Anmerkungen) | Höchstplatzierung, Gesamtwochen, AuszeichnungChartplatzierungen (Jahr, Titel, Album, Platzierungen, Wochen, Auszeichnungen, Anmerkungen) | Anmerkungen                                                                                |
| Jahr | Titel Album              | CH | Latin | ES | Anmerkungen                                                                                |
| --- | ------------------------ | --- | --- | --- | ------------------------------------------------------------------------------------------ |
| 2019 | Loco –                   | — | — | ES14 ×3Dreifachplatin · (21 Wo.)ES | Erstveröffentlichung: 8. August 2019                                                       |
| 2020 | Inolvidable –            | — | Latin— ×2DoppelplatinLatin | ES83 Platin · (4 Wo.)ES | Erstveröffentlichung: 15. Januar 2020 mit Ovy on the Drums                                 |
| 2020 | Loco (Remix) –           | — | Latin— ×4VierfachplatinLatin | ES48 Gold · (10 Wo.)ES | Erstveröffentlichung: 24. April 2020 feat. Natti Natasha, Manuel Turizo & Farruko          |
| 2020 | Victoria –               | — | — | ES75 Gold · (3 Wo.)ES | Erstveröffentlichung: 18. September 2020 mit Lunay                                         |
| 2020 | +Linda (Remix) –         | — | Latin43 (8 Wo.)Latin | — | Erstveröffentlichung: 18. September 2020 mit Dalex, Manuel Turizo, Arcángel & De La Ghetto |
| 2023 | Morena Borondo           | — | — | ES97 Platin · (1 Wo.)ES | Erstveröffentlichung: 9. November 2023                                                     |
| 2024 | Frente al Mar Borondo    | — | — | ES38 Platin · (39 Wo.)ES | Erstveröffentlichung: 26. September 2024                                                   |
| 2024 | Mi refe –                | — | Latin— PlatinLatin | ES3 ×3Dreifachplatin · (… Wo.)ES | Erstveröffentlichung: 5. Dezember 2024 mit Ovy on the Drums                                |
| 2025 | Volver –                 | — | — | ES54 Gold · (12 Wo.)ES | Erstveröffentlichung: 6. Februar 2025 mit Piso 21 & Marc Anthony                           |
| 2025 | La Plena (W Sound 05) –  | CH7 (… Wo.)CH | Latin9 ×2Doppelplatin · (… Wo.)Latin | ES1 ×4Vierfachplatin · (… Wo.)ES | Erstveröffentlichung: 19. Februar 2025 mit W Sound & Ovy on the Drums                      |
| 2025 | Sobelove Borondo         | — | — | ES15 Platin · (… Wo.)ES | Erstveröffentlichung: 6. März 2025                                                         |
| 2025 | No tiene sentido Borondo | CH55 (… Wo.)CH | Latin21 (… Wo.)Latin | ES1 ×2Doppelplatin · (… Wo.)ES | Erstveröffentlichung: 14. Mai 2025                                                         |
| 2025 | Yo y Tú –                | — | Latin42 (… Wo.)Latin | ES3 Platin · (… Wo.)ES | Erstveröffentlichung: 11. Juni 2025 mit Quevedo & Ovy on the Drums                         |
| 2025 | Universidad –            | — | — | ES34 (5 Wo.)ES | Erstveröffentlichung: 19. Juni 2025 mit Tini                                               |
| Folgende Lieder erschienen nicht als Single, wurden aber durch das Album zum Download und Streaming bereitgestellt und konnten somit eine Platzierung erlangen: |                          | | | |                                                                                            |
| |                          | | | |                                                                                            |
| 2025 | Top Diesel Borondo       | — | Latin29 (… Wo.)Latin | ES16 Gold · (… Wo.)ES |                                                                                            |
| 2025 | Si te pillara Borondo    | — | Latin37 (… Wo.)Latin | ES4 Platin · (… Wo.)ES |                                                                                            |
| 2025 | Quédate Borondo          | — | Latin45 (3 Wo.)Latin | ES50 (… Wo.)ES |                                                                                            |

Weitere Singles
- 2023: Santorini (mit Farruko, ES: Gold)
- 2024: I Miss You (ES: Gold)

### Gastbeiträge
| Jahr | Titel Album             | Höchstplatzierung, Gesamtwochen, AuszeichnungChartplatzierungen (Jahr, Titel, Album, Platzierungen, Wochen, Auszeichnungen, Anmerkungen) | Höchstplatzierung, Gesamtwochen, AuszeichnungChartplatzierungen (Jahr, Titel, Album, Platzierungen, Wochen, Auszeichnungen, Anmerkungen) | Höchstplatzierung, Gesamtwochen, AuszeichnungChartplatzierungen (Jahr, Titel, Album, Platzierungen, Wochen, Auszeichnungen, Anmerkungen) | Anmerkungen                                                                                            |
| Jahr | Titel Album             | CH | Latin | ES | Anmerkungen                                                                                            |
| ---- | ----------------------- | --- | --- | --- | --- |
| 2021 | Aloha –                 | — | Latin49 ×6Sechsfachplatin · (3 Wo.)Latin                                                                                                 | ES11 ×2Doppelplatin · (26 Wo.)ES | Erstveröffentlichung: 5. März 2021 DJ Luian & Mambo Kingz feat. Maluma, Beéle, Rauw Alejandro & Darell |
| 2021 | Ella (Remix) Bucle      | — | Latin— PlatinLatin | ES51 Platin · (19 Wo.)ES | Erstveröffentlichung: 29. Oktober 2021 Boza feat. Lunay, Lenny Tavárez, Juhn & Beéle                   |
| 2022 | Fantasi Cupido          | — | — | ES94 Gold · (3 Wo.)ES | Erstveröffentlichung: 16. Februar 2022 Tini feat. Beéle                                                |
| 2023 | Vagabundo Milagro       | — | Latin35 ×8Achtfachplatin · (6 Wo.)Latin                                                                                                  | ES3 ×9Neunfachplatin · (… Wo.)ES | Erstveröffentlichung: 12. Mai 2023 Sebastián Yatra feat. Manuel Turizo & Beéle                         |
| 2024 | Hasta aquí llegué Duelo | — | — | ES66 ×5Fünffachplatin · (23 Wo.)ES | Erstveröffentlichung: 18. Juli 2024 Nanpa Básico feat. Beéle                                           |
| 2025 | Hiekka –                | — | Latin40 (… Wo.)Latin | ES10 Platin · (… Wo.)ES | Erstveröffentlichung: 2. Mai 2025 Nicky Jam feat. Beéle                                                |

Weitere Gastbeiträge
- 2023: Calor (Nicky Jam feat. Beéle, ES: Platin)
- 2023: Cobarde (Sofía Reyes feat. Beéle, ES: Platin)

## Auszeichnungen für Musikverkäufe
| Goldene Schallplatte - Brasilien - 2025: für die Single Vagabundo - Mexiko - 2025: für die Single No tiene sentido - 2025: für das Album Borondo - Zentralamerika - 2025: für die Single I Miss You Platin-Schallplatte - Italien - 2025: für die Single La Plena (W Sound 05) - Mexiko - 2025: für die Single Mi refe - Portugal - 2025: für die Single La Plena (W Sound 05) - 2025: für die Single Mi refe - 2025: für die Single No tiene sentido - Zentralamerika - 2025: für die Single Frente al Mar - 2025: für die Single Morena | 2× Platin-Schallplatte - Zentralamerika - 2025: für die Single Hasta aquí llegué - 2025: für die Single Mi refe 3× Platin-Schallplatte - Zentralamerika - 2025: für die Single Vagabundo |

Anmerkung: Auszeichnungen in Ländern aus den Charttabellen bzw. Chartboxen sind in ebendiesen zu finden.
| Land/RegionAuszeichnungen für Musikverkäufe (Land/Region, Auszeichnungen, Verkäufe, Quellen) | Gold       | Platin       | Verkäufe  | Quellen             |
| -------------------------------------------------------------------------------------------- | ---------- | ------------ | --------- | ------------------- |
| Brasilien (PMB)                                                                              | Gold1      | —            | 20.000    | pro-musicabr.org.br |
| Italien (FIMI)                                                                               | —          | Platin1      | 200.000   | fimi.it             |
| Mexiko (AMPROFON)                                                                            | 2× Gold2   | Platin1      | 280.000   | amprofon.com.mx     |
| Portugal (AFP)                                                                               | —          | 3× Platin3   | 30.000    | Einzelnachweise     |
| Spanien (Promusicae)                                                                         | 7× Gold7   | 35× Platin35 | 2.680.000 | elportaldemusica.es |
| Vereinigte Staaten (RIAA)                                                                    | —          | 28× Platin28 | 1.680.000 | riaa.com            |
| Zentralamerika (CFC)                                                                         | Gold1      | 9× Platin9   | 665.000   | cfc-musica.com      |
| Insgesamt                                                                                    | 11× Gold11 | 77× Platin77 |           |                     |